# هیرواکی اوکونو (بازیکن والیبال)
هیرواکی اوکونو (انگلیسی: Hiroaki Okuno؛ زادهٔ ۲۳ سپتامبر ۱۹۶۰) بازیکن والیبال اهل ژاپن بود.
از باشگاه‌هایی که در آن بازی کرده‌است می‌توان به سانتوری سان‌بردز اشاره کرد.